# الدوري اليوغوسلافي الأول 1952
الدوري اليوغوسلافي الأول 1952 هو الموسم 23 من الدوري اليوغوسلافي الدرجة الأولى. أقيم خلال الفترة 2 مارس 1952 وحتى 22 يونيو 1952، وأشرف على تنظيمه اتحاد صربيا لكرة القدم، وكان عدد الأندية المشاركة فيه 12، وفاز فيه هايدوك سبليت.